# Фототелевизионное устройство
Фототелевизионное устройство — разновидность телевидения с медленной развёрткой, использующая фотоматериал в качестве промежуточного носителя неподвижного изображения высокого разрешения. Наиболее широко использовались для автоматической съёмки и передачи изображения из недоступных мест или с большого расстояния, например, земной поверхности с околоземной орбиты, или поверхности других планет с борта автоматических межпланетных станций. Высокая разрешающая способность изображений, получаемых таким способом, недостижима для обычных телевизионных систем.

## Принцип действия
Основу системы составляют фотоаппарат, компактная проявочная машина и сканирующее устройство. 
Такое сочетание позволяет передавать большие объёмы информации в течение длительного времени маломощным передатчиком, используя каналы связи с невысокими помехоустойчивостью и частотно-фазовыми характеристиками. Телевизионный способ передачи с большим разрешением предполагает немедленную передачу с широкой полосой частот, чаще всего недоступной на больших расстояниях.
В фототелевизионной системе снимок, сделанный с моментальной выдержкой, после проявления и сканирования может передаваться сколько угодно долго. Это позволяет получать качество изображения, недоступное телекамерам.

## История
С появлением искусственных спутников Земли возникла потребность в передаче с их борта изображений земной поверхности, как в научных, так и в разведывательных целях. Низкая разрешающая способность существовавших в тот момент передающих телевизионных камер не позволяла получать пригодное для этих целей изображение. Поэтому, первые метеорологические и разведывательные спутники возвращали отснятую фотоплёнку в специальной капсуле, которая не всегда достигала земной поверхности или терялась. Решением проблемы стало появление фототелевизионных систем.
Одним из первых в СССР было фототелевизионное устройство «Енисей», разработанное Ленинградским НИИ телевидения (сам фотоаппарат АФА-Е1 — Красногорским механическим заводом) и запущенное в 1959 году к Луне на станции Луна-3. Важнейшие электронные блоки устройства изготавливались Московским электроламповым заводом. Передача изображения осуществлялась аналоговым методом камерой бегущего луча. На наземной стороне прием совершался несколькими приборами: съёмкой камеры бегущего луча на фотоплёнку, фотографированием с экрана скиатрона и записью на магнитную ленту. Записи на магнитную ленту не удалось воспроизвести, изображения на термобумаге и скиатронах позволяли составить только общее представление о сюжете изображения. Единственным удачным методом регистрации оказалась фиксация на фотоплёнке.
После «Енисея» были разработаны фототелевизионные бортовые системы «Байкал» и «Печора» с разрешающей способностью до 4000 элементов в строке. Похожие устройства в дальнейшем использовались в советских и американских космических аппаратах до создания устройств цифровой фотографии.